# Megara
Megara este un oraș antic în Attica, Grecia, la Golful Saronic vis-a-vis de insula Salamina, care a aparținut de Megara în vremuri străvechi, înainte să îi fie luată de Atena. Megara era unul dintre cele patru districte ale peninsulei Attica, împărțită între cei patru fii ai Regelui Pandion din mitologie, dintre care Nisos era conductăroul Megarei.
În vremuri istorice, coloniștii din Megara (cca. 667 î.Hr.) au fondat Bizanțul, precum și Chalcedon și, în Sicilia, Hyblaean Megara, un mic polis la nord de Siracusa. Cel mai faimos cetățean al Megarei în antichitate era Euclid, însă în secolul VI, poetul Theognis s-a remarcat în Megara.
- Suprafata:
- Locație: 37.996 (38°59'40") N, 23.337 (23°20'18") E
- Altitudine: 40 m
- Cod poștal: 191 00
- Orașe: Kineta & Sparta (Attica)

### Locuitori
| An   | Locuitori            |
| ---- | -------------------- |
| 1981 | 20 814               |
| 1991 | 20 403, 25 061 (mun) |